# Andrés Vigas
Andrés Jorge Vigas Sanchez de Alcala (1848-11 de septiembre de 1930) fue un abogado, periodista, ensayista y político venezolano.

## Vida
Nació en Cumaná, ciudad capital del estado de Sucre, en el oriente de Venezuela. Fue diputado del Congreso Nacional por el Distrito Federal entre 1905 y 1909, senador del estado Guárico entre 1915 y 1920. Fue colaborador de El Cojo Ilustrado. Fundó y dirigió El Imparcial en 1894 y, acompañado de su amigo Andrés Mata, fue cofundador y jefe de redacción de El Universal, en 1909. Murió en Caracas el 11 de septiembre de 1930.

## Obra
Es autor de varios libros entre los que destacan:
- Manual Práctico de la Lengua Internacional Esperanto (1908)
- Verda Stelo revista en Esperanto sobre el movimiento esperantista en el país (1912)
- Perfiles Parlamentarios del Congreso de 1890
- Bromeando
- Guanoco (1901)
- Adefesio en Uso entre Intelectuales (1923)

- Datos: Q4760283